# 1892 en arts plastiques
| Années des arts plastiques : 1889 - 1890 - 1891 - 1892 - 1893 - 1894 - 1895    |
| Décennies des arts plastiques : 1860 - 1870 - 1880 - 1890 - 1900 - 1910 - 1920 |

Cette page concerne l'année 1892 en arts plastiques.

## Événements
- 3 février - 8 mars : ouverture à Bruxelles du neuvième Salon des XX.

## Œuvres

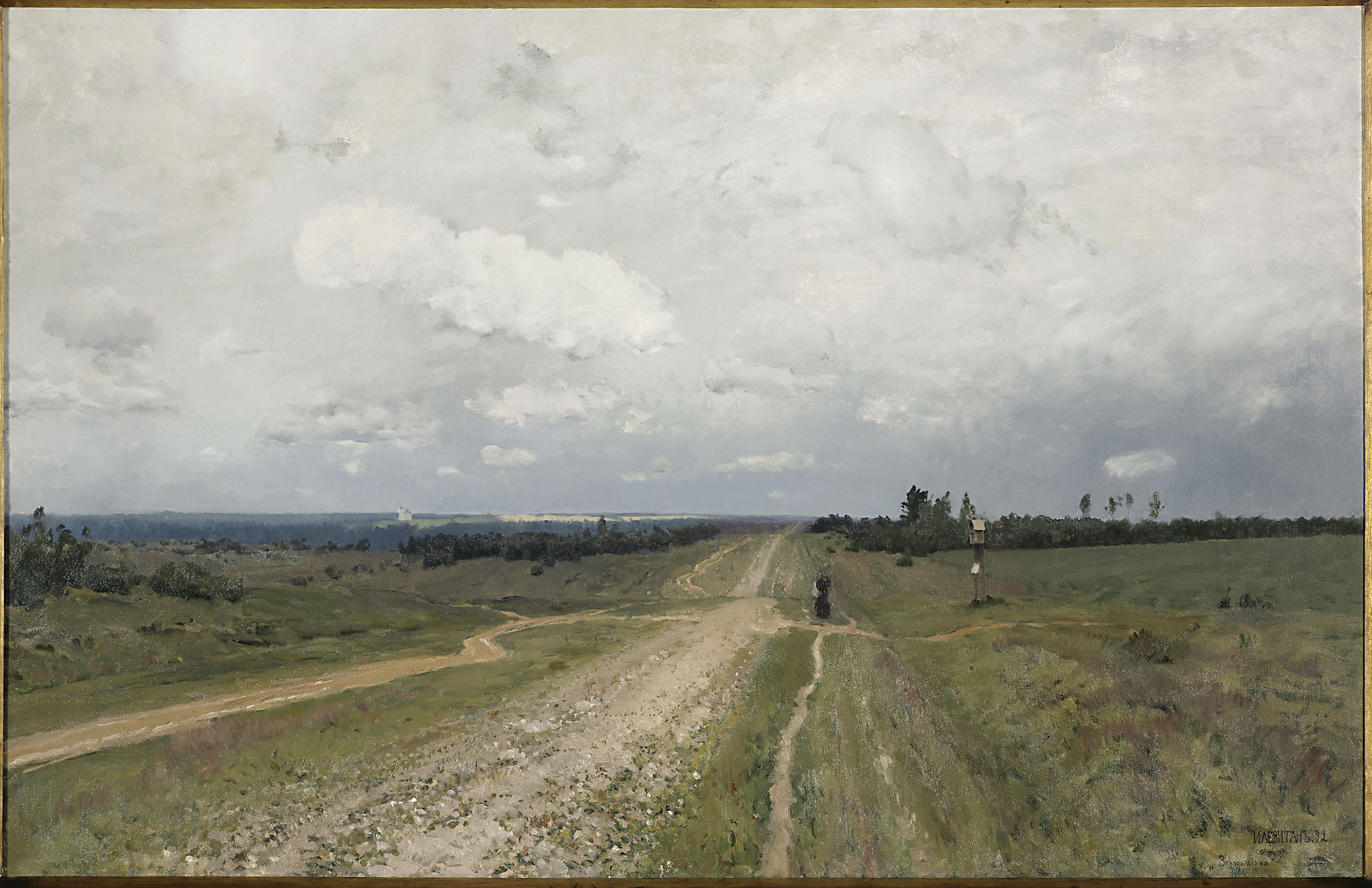
la Route de Vladimir d’Isaac Levitan, Galerie Tretiakov, Moscou

- Le Lit d'Henri de Toulouse-Lautrec,
- Au Moulin de la Galette de Ramon Casas,
- Portrait de Stéphane Mallarmé d'Auguste Renoir,
- Femmes bretonnes devant un murd'Émile Bernard.
- Vers 1892 :
  - Paysan assis de Paul Cézanne.

## Naissances
- 2 janvier : Maurice F. Perrot,  peintre français († 29 septembre 1974),
- 6 janvier : Robert Fontené, peintre, graveur et illustrateur français de l'École de Paris († 4 juin 1980),
- 16 janvier : Paul Preyat, sculpteur et peintre français († 24 septembre 1965),
- 17 janvier : Igor Terentiev, poète et peintre russe puis soviétique († 17 juin 1937),
- 24 janvier : Ksenia Bogouslavskaïa, peintre, illustratrice et décoratrice de théâtre russe puis soviétique († 3 mai 1971),
- 25 janvier : Abram Brazer, sculpteur, graphiste et peintre russe puis soviétique († 1942),
- 29 janvier : Joseph Rossi, peintre français d'origine suisse († 22 juin 1930),
- 8 février : Luigi Bartolini, graveur, écrivain, poète et peintre italien († 16 mai 1963),
- 13 février : Shima Seien, peintre nihonga japonaise († 5 mars 1970),
- 14 février : André Claudot, dessinateur, peintre, militant libertaire anticlérical, antimilitariste, puis socialiste français († 13 juin 1982),
- 17 février : Georges Artemoff, peintre et sculpteur français d'origine russe († 9 juillet 1965),
- 18 février : Sadamichi Hirasawa, peintre de tempera japonais († 10 mai 1987),
- 23 février : René Crevel, architecte, décorateur et peintre français († 2 décembre 1971),
- 27 février : Camille Graeser, peintre, architecte d'intérieur, designer et graphiste suisse († 21 février 1980),
- 28 février : Heihachirō Fukuda, peintre nihonga et designer japonais († 22 mars 1974),
- 13 mars : Jeanne Kosnick-Kloss, peintre abstraite française d'origine allemande († 23 avril 1966),
- 17 mars : Aleksandra Beļcova, peintre russe et lettone († 1er février 1981),
- 27 mars : René Barande, graveur sur bois français, créateur d'ex-libris († 29 mars 1976),
- 28 mars : Valdemārs Tone, peintre letton († 30 juillet 1958),
- 29 mars : Louis Thomas, architecte et peintre français († 28 février 1989),
- 30 mars : Fortunato Depero, peintre italien († 29 novembre 1960),
- 4 avril : Armand Assus, peintre français († 28 juin 1977),
- 13 avril : Florent Méreau, peintre français († 28 septembre 1953),
- 16 avril : Jean Camille Cipra, peintre austro-hongrois puis tchécoslovaque et français († 10 avril 1952),
- 24 avril : Italo Mus, peintre italien († 15 mai 1967),
- 4 mai : Suzanne Lalique-Haviland, illustratrice, décoratrice d'intérieur et peintre française († 16 avril 1989),
- 9 mai : Marek Szwarc, peintre et sculpteur polonais d'origine juive († 28 décembre 1958),
- 12 mai : Carlo Suarès, écrivain, peintre et cabaliste français († 16 juillet 1976),
- 17 mai : Sakubei Yamamoto, mineur, peintre et illustrateur autodidacte japonais († 19 décembre 1984),
- 23 mai : Emma Kunz, guérisseuse, radiesthésiste et peintre suisse († 16 janvier 1963),
- 29 mai : Georges-Armand Masson, journaliste, écrivain et peintre français († 1er novembre 1977),
- 30 mai : Fernando Amorsolo, peintre philippin († 24 avril 1972),
- 31 mai :
  - Michel Kikoine, peintre français d'origine russe († 4 novembre 1968),
  - Bohuslav Reynek, poète, écrivain, peintre, graveur, illustrateur et traducteur austro-hongrois puis tchécoslovaque († 28 septembre 1971),
- 27 juin : Paul Colin, peintre, dessinateur, costumier, scénographe, affichiste et lithographe français († 18 juin 1985),
- 1er juillet : Jean Lurçat, peintre et décorateur français († 6 janvier 1966),
- 3 juillet : Émile Malespine, médecin, psychiatre, écrivain, peintre, théoricien, éditeur, poète, homme de théâtre, de cinéma et de radio et concepteur de mobilier français († 25 mars 1952),
- 7 juillet :
  - Adolphe Deteix, peintre français († 24 septembre 1967),
  - Pavel Korine, peintre russe puis soviétique († 22 novembre 1967),
- 12 juillet :
  - François-Martin Salvat, peintre, graveur et illustrateur français († 15 novembre 1974),
  - Julien Saraben, illustrateur et peintre français († 12 décembre 1979),
- 13 juillet : André Boursier-Mougenot, peintre figuratif, illustrateur, auteur, photographe et cinéaste français († 11 février 1971),
- 20 juillet : Charles Loupot, affichiste et graphiste français († 18 octobre 1962),
- 21 juillet : Nguyen Phan Chanh, peintre vietnamien († 22 novembre 1984),
- 24 juillet :
  - Marcel Gromaire, peintre français († 11 avril 1971),
  - Edy Legrand, illustrateur et peintre français († 1970),
- 6 août : Henryk Józewski, peintre et homme politique polonais († 23 avril 1981),
- 7 août : Einar Forseth, peintre, illustrateur et artiste textile suédois († 5 décembre 1988),
- 9 août :
  - Paul Charlemagne, peintre et dessinateur français († 19 janvier 1972),
  - Hans Reichel, peintre allemand naturalisé français († 7 décembre 1958),
- 12 août : Charles Cerny, peintre austro-hongrois puis français († 16 février 1965),
- 15 août : Louis-Édouard Toulet, peintre français († 21 janvier 1967),
- 18 août : Félix Appenzeller, peintre et sculpteur suisse († 29 juin 1964),
- 29 août : Ramón Alva de la Canal, peintre, illustrateur et éducateur mexicain († 4 avril 1985),
- 30 août : Michel Frechon, peintre français de l'École de Rouen († 22 juin 1974),
- 7 septembre : Michele Cascella, peintre, aquarelliste et pastelliste italien († 31 août 1989),
- 15 septembre : Louis Favre, peintre, lithographe, écrivain et inventeur français († 17 avril 1956),
- 2 octobre : Maurice Décamps, peintre français († 8 octobre 1953),
- 4 octobre : Joan Jameson, peintre irlandaise († 22 septembre 1953),
- 16 octobre :
  - Dagfin Werenskiold, sculpteur et peintre norvégien († 29 juin 1977),
  - Adolf Ziegler, peintre allemand († 18 septembre 1959),
- 19 octobre : Raymond Virac, peintre français † 10 février 1946),
- 23 octobre : Marcel Catelein, peintre français († 5 mai 1979),
- 27 octobre : Solomon Ioudovine, graphiste, peintre, graveur, photographe, illustrateur et ethnographe russe puis soviétique († 5 décembre 1954),
- 29 octobre : Pierre de Belair, peintre français († 16 avril 1956),
- 8 novembre : Enrico Fonda, peintre italien († 4 février 1929),
- 11 novembre : Marcel Slodki, peintre polonais († 20 décembre 1943),
- 13 novembre : Germaine Desgranges, sculptrice et peintre française († 16 mars 1974),
- 17 novembre : Lucien Martial, peintre français († 12 février 1987),
- 23 novembre : Erté, peintre, sculpteur, illustrateur, designer et modéliste russe puis soviétique naturalisé français († 21 avril 1990),
- 28 novembre : Alfred Lavergne, peintre français († 14 octobre 1969),
- 3 décembre : Jeanne Besnard-Fortin, peintre française († 11 décembre 1978),
- 11 décembre : Eugène Camille Fitsch, peintre, décorateur de théâtre, aquafortiste, lithographe et enseignant américain d'origine française († 1972),
- 13 décembre : Vladimir Barjansky, peintre et illustrateur d'origine russe († mars 1968),
- 14 décembre : Stevan Čalić, peintre serbe puis yougoslave († 9 juillet 1943),
- 23 décembre : Madeleine Woog, peintre suisse († 22 avril 1929),
- 25 décembre : Otto Nebel, peintre et poète allemand († 12 septembre 1973),
- 31 décembre : Auguste Trémont, peintre et sculpteur luxembourgeois († 23 octobre 1980),
- ? :
  - Chevalier Milo, peintre français († 1973),
  - Gio Colucci, peintre, graveur, illustrateur, céramiste et sculpteur italien († 1974),
  - Ernest Correlleau, peintre français († 1936),
  - Yves Dieÿ, peintre figuratif français († 1984),
  - Käthe Ephraim Marcus, peintre et sculptrice germano-israélienne († 1970),
  - Ōta Masamitsu, peintre japonais († 1975),
  - Anne-Marie Feuchères, peintre et pastelliste française († 1956).

## Décès
- 9 janvier : Charles Müller, peintre français (° 28 décembre 1815),
- 14 janvier : Walter Hood Fitch, illustrateur botanique britannique († 28 février 1817),
- 1er février : Goseda Hōriū, peintre japonais (° 26 février 1827),
- 29 février : Evgraf Sorokine, peintre russe (° 18 décembre 1821),
- 6 mars : Mișu Popp, peintre roumain (° 19 mars 1827),
- 8 mars :
  - Benno Adam, peintre allemand (° 15 juillet 1812),
  - Auguste Leloir, peintre d'histoire et portraitiste français (° 1er juillet 1809),
- 13 mars : Constantin Guys, dessinateur et peintre français (° 3 décembre 1802),
- 19 mars : Carl Friedrich Deiker, peintre et illustrateur allemand (° 3 avril 1836),
- 21 mars : Anthon van Rappard, peintre néerlandais (° 14 mai 1858),
- 24 mars : Michele de Napoli, peintre italien (° 25 avril 1808),
- 17 mai : Claudius Popelin, peintre, émailleur et poète français (° 2 novembre 1825),
- 27 mai : Eugène Lagier, peintre français (° 17 janvier 1817),
- 1er juin : Louis Janmot, peintre et poète français (° 21 mai 1814),
- 9 juin : Yoshitoshi, graveur et peintre japonais (° 30 avril 1839),
- 26 juin : Félix Brissot de Warville, peintre français (° 7 mai 1818),
- 2 août :
  - Joseph Stevens, peintre animalier et graveur belge (° 26 novembre 1816),
  - Charles Vernier, caricaturiste et lithographe français (° 23 avril 1813),
- 28 septembre : Stanislas Lépine, peintre paysagiste français (° 23 octobre 1835),
- 30 septembre : Sébastien Charles Giraud, peintre et dessinateur français (° 18 juin 1819),
- 4 octobre : Émile Signol, peintre français (° 8 mai 1804),
- 18 octobre : Otto Baisch, peintre, poète et écrivain allemand (° 4 mai 1840),
- 24 octobre : Charles Gosselin, peintre et conservateur de musée français († 26 janvier 1833),
- 29 novembre : Alexander Helwig Wyant, peintre américain spécialisé dans les paysages (° 11 janvier 1836),
- 24 décembre : Paul-Edme Le Rat, graveur et illustrateur français (° 10 septembre 1849),
- 26 décembre : Edwin Whitefield, lithographe américain (° 22 septembre 1816),

- ? : 
  - Gaetano Bianchi, restaurateur d'art et peintre italien (° février 1819),
  - Serafino De Tivoli, peintre italien du mouvement des Macchiaioli (° 1826),
  - Enrique Mélida, peintre et écrivain espagnol (° 1838),
  - Domenico Tojetti, peintre italo-américain (° 1807).